# Antiblemma orbiculata
Antiblemma orbiculata är en fjärilsart som beskrevs av Felder 1874. Antiblemma orbiculata ingår i släktet Antiblemma och familjen nattflyn. Inga underarter finns listade i Catalogue of Life.